# Amaurobius drenskii
Amaurobius drenskii är en spindelart som beskrevs av Josef Kratochvíl 1934. Amaurobius drenskii ingår i släktet Amaurobius och familjen mörkerspindlar. Inga underarter finns listade i Catalogue of Life.